# Alexander Alexejewitsch Alexejew

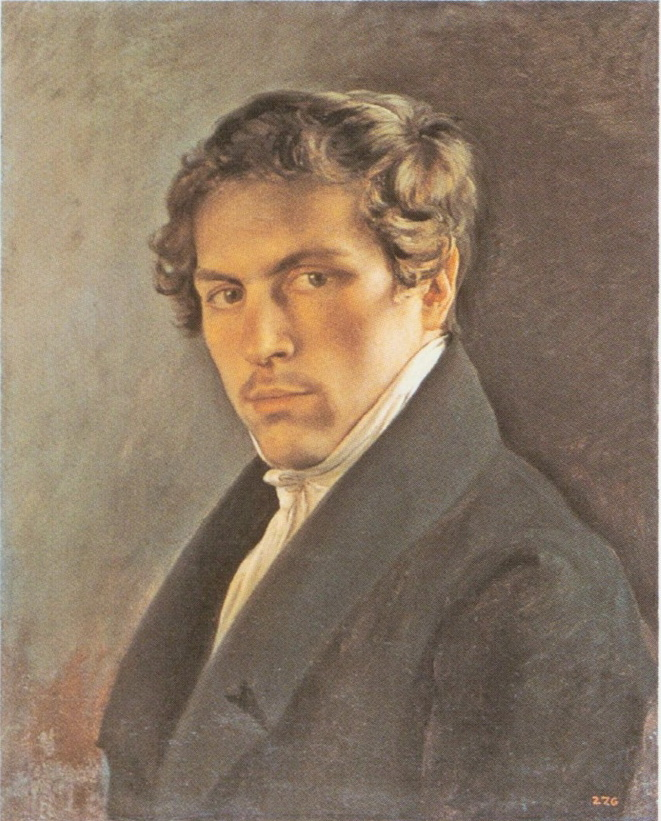
Porträt Alexander Alexejews, gemalt von Alexei Wassiljewitsch Tyranow wohl in den 1830er Jahren

Alexander Alexejewitsch Alexejew (* 1811 in Luben'ki, Gouvernement Twer; † 8. Septemberjul. / 20. September 1878greg. in Sankt Petersburg) war ein russischer Maler.

## Leben

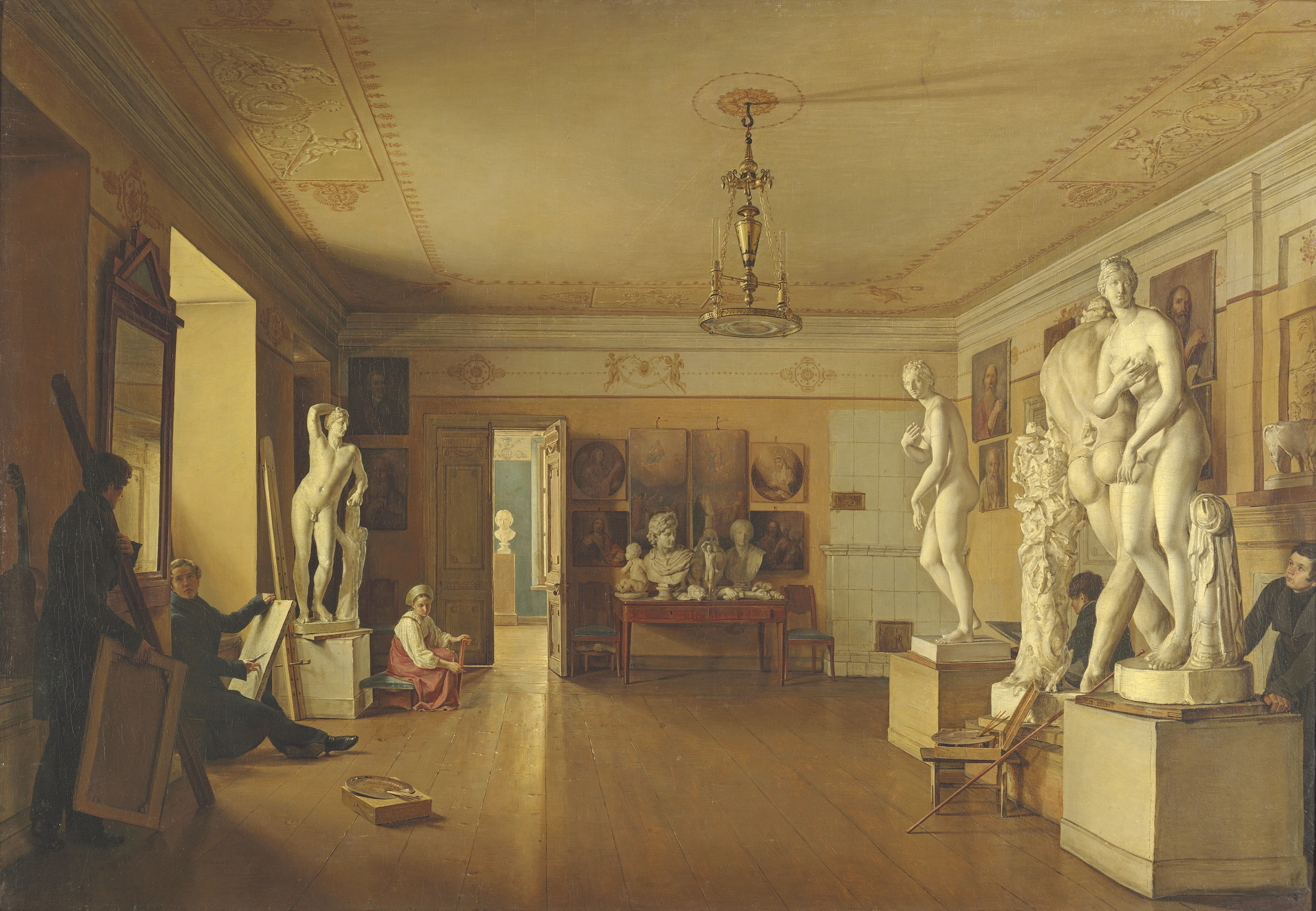
Das Gemälde „Perspektivische Ansicht der Werkstatt Wenezianows“, für das Alexejew von der Kaiserlichen Kunstakademie ausgezeichnet wurde

Alexejew wurde im europäischen Teil Russlands als Sohn eines Leibeigenen geboren. Seine künstlerische Ausbildung begann er schon zur Jugendzeit; 1824 wurde er Gehilfe des Porträt- und Ikonenmalers Nikifor Stepanowitsch Krylow, der sich gerade auf dem Landgut des A. P. Putjatin aufhielt. In direkter Nachbarschaft zu diesem Landgut befand sich der Besitz des Malers Alexei Gawrilowitsch Wenezianow, der Alexejews nächster Lehrer wurde. Ab 1825 bis Mitte der 1830er Jahre gehörte dieser zu Wenezianows Schülern. Bereits 1826 beantragte Wenezianow darüber hinaus erfolgreich, dass Alexander Alexejew von der Kaiserlichen Gesellschaft zur Förderung der Künste in Sankt Petersburg als „Pensionär“ (Stipendiat) angenommen wurde, um Kopien von Gemälden Gerard Dous anzufertigen. Im Folgejahr begann Alexejew zudem als Externer ein Studium an der Kaiserlichen Kunstakademie. Von der Akademie erhielt er 1827 die kleine Silbermedaille und 1829 die kleine Goldmedaille für sein Gemälde „Perspektivische Ansicht der Werkstatt Wenezianows“ von 1827 (zu diesen Auszeichnungen siehe auch: Klassenkünstler). Im Jahr 1832 wurde er aus der Leibeigenschaft befreit.
Alexander Alexejew blieb bis 1835 in Sankt Petersburg. In den folgenden Jahrzehnten wirkte er als Zeichenlehrer im Gouvernement Pskow (westliches Russland), im Gouvernement Archangelsk (Norden des europäischen Teils Russlands) und im Gouvernement Olonez (nordwestliches Russland). Er starb in Sankt Petersburg im Jahr 1878.

## Werk

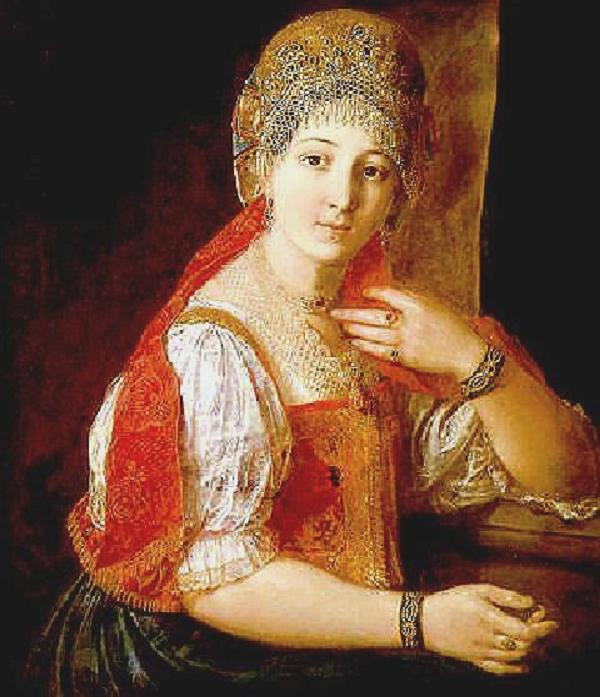
„Junges Mädchen in russischer Tracht“, Alexander Alexejew 1837

Alexander Alexejew konzentrierte sich auf die Kunstgenres, die für die Künstler um seinen Lehrer Wenezianow charakteristisch waren, in erster Linie Genremalerei, Interieurmalerei und Porträtmalerei. Daneben war er auch im Bereich der Landschaftsmalerei, der Architekturmalerei und speziell der sakralen Kunst tätig; so fertigte er 1829 eine Ikone des Typus „Freude aller Leidenden“ für das Obuchow-Krankenhaus in Petersburg. Auch liegen von ihm mehrere Kopien von Exponaten der Eremitage vor.
Meistens malte Alexejew nach der Natur. Als drei charakteristische Merkmale seines Schaffens nennt das Allgemeine Künstlerlexikon die präzise Abbildung der Perspektivenverhältnisse, die „Lösung der Lichtverhältnisse“ und die ungezwungene Anordnung der abgebildeten Personen und Sachen auf dem Gemälde.
Jeweils mehrere Werke von Alexander Alexejew befinden sich im Russischen Museum (Sankt Petersburg) sowie in der Tretjakow-Galerie und im Rumjanzew-Museum (beide Moskau). Sein Gemälde „Junges Mädchen die Mandoline spielend“ wurde 1882 auf dem Salon de Paris ausgestellt.